# Garbel Point
Der Garbel Point (englisch; bulgarisch нос Гърбел nos Garbel) ist eine Landspitze, die den westlichen Ausläufer von Liège Island im Palmer-Archipel westlich der Antarktischen Halbinsel bildet. Sie liegt 2,25 km nordnordwestlich des Chauveau Point und 2,36 km südsüdwestlich des Polezhan Point.
Britische Wissenschaftler kartierten sie 1978. Die bulgarische Kommission für Antarktische Geographische Namen benannte sie 2013 nach dem Berg Garbel im zentralen Balkangebirge in Bulgarien.